# Bingawan
Bingawan ist eine philippinische Stadtgemeinde in der Provinz Iloilo. Sie hat 15.199 Einwohner (Zensus 1. August 2015).

## Baranggays
Bingawan ist administrativ in 14 Baranggays unterteilt.
- Agba-o
- Alabidhan
- Bulabog
- Cairohan
- Guinhulacan
- Inamyungan
- Malitbog Ilawod
- Malitbog Ilaya
- Ngingi-an
- Poblacion
- Quinangyana
- Quinar-Upan
- Tapacon
- Tubod